# Kabaret Noł Nejm
Kabaret Noł Nejm – polski kabaret powstały w 1998 roku w Rybniku.

## Skład
- Rafał Soliński (Amos)
- Marek Żyła
- Damian Wodecki

## Nagrody i wyróżnienia
2008
- Grand PRIX i Nagroda Dziennikarzy – X Ogólnopolska Giełda Kabaretowa PrzeWAŁka, Wałbrzych

2007
- III miejsce w kategorii piosenka – Łódzkie Dialogi Kabaretowe w ramach Festiwalu 4 Kultur, Łódź
- II miejsce w kategorii skecz – Łódzkie Dialogi Kabaretowe w ramach Festiwalu 4 Kultur, Łódź
- Nagroda Publiczności podczas – Łódzkie Dialogi Kabaretowe w ramach Festiwalu 4 Kultur, Łódź
- II miejsce, czyli Srebrny August – Augustowski Maratonu Kabaretowy, Augustów

2006
- I miejsce oraz Nagroda Publiczności – Ogólnopolski Festiwal Chichot, Goleniów
- wyróżnienie za skecz Rorator na II Ogólnopolskim Festiwalu Skeczu i Małych Form Teatralnych, Warszawa

2005
- II miejsce – Ogólnopolski Festiwal Skeczu i Małych Form Teatralnych, Warszawa
- Złoty Ferment – Starobielskie Spotkania Kabaretowe 2005
- Grand Prix i Nagroda Publiczności – Kabareton Mulatka, Ełk
- III miejsce – Festiwal Dobrego Humoru, Gdańsk
- I miejsce – konkurs filmowy na IV DebeŚciaKu, Dąbrowa Górnicza

2004
- I miejsce i Nagroda Publiczności – OSPA, Ostrołęka
- Zaproszenie do koncertu laureatów podczas XX Przeglądu Kabaretów PaKA, Kraków

2003
- Wyróżnienie główne na VI Festiwalu Teatrów i Kabaretów Studenckich Wyjście z cienia, Gdańsk
- Wyróżnienie za program dowolny oraz III miejsce w konkursie Konstytucji Kabaretowej na I Trybunałach Kabaretowych, Piotrków Trybunalski
- Wyróżnienie – Lidzbarskie Wieczory Humoru i Satyry
- Wyróżnienie – Kabareton Mulatka, Ełk
- Grand Prix oraz Nagroda Dziennikarzy – III Siedlecka Noc Kabaretow, Siedlce
- Elvis za najbardziej szalony film podczas festiwalu A’Yoya, Zielona Góra
- Nagroda Publiczności oraz wyróżnienie za film na Festiwalu Pozytywnej Twórczości Studenckiej Wrocek, Wrocław

2002
- Nagroda Publiczności w Pojedynku Kabaretowym z kabaretem DuDu w ramach Polskiej Ligi Kabaretowej, Rzeszów
- Nagroda Publiczności oraz II miejsce w głosowaniu kabaretów na Rybnickiej Jesieni Kabaretowej „Ryjek”, Rybnik
- Nagroda Specjalna Radiowej Trójki – Lidzbarskie Wieczory Humoru i Satyry
- Wyróżnienie, Nagroda Publiczności oraz nagroda za najlepszy rekwizyt – PaKA
- I miejsce i Tytuł DebeŚciaKa – Dąbrowska Ściema Kabaretowa
- wyróżnienie za piosenkę „Hymn Unii Europejskiej”, wyróżnienie za film „Zbrodnia i kara” oraz nagroda za najlepszy rekwizyt przyznawana przez Kabaret Dno – Dąbrowska Ściema Kabaretowa

2001
- II miejsce – Ogólnopolski Festiwal Teatrów i Kabaretów Wyjście z cienia, Gdańsk
- III miejsce – Lidzbarskie Wieczory Humoru i Satyry

2000
- II miejsce w konkursie głównym, II miejsce w głosowaniu Tajnego Jurora oraz Nagroda Publiczności - Rybnicka Jesień Kabaretowa Ryjek, Rybnik
- II miejsce – Festiwal Kabaretów Młodzieżowych VETO, Ruda Śląska